# Меуљано
Меуљано (итал. Meugliano) је насеље у Италији у округу Торино, региону Пијемонт.
Према процени из 2011. у насељу је живело 61 становника. Насеље се налази на надморској висини од 675 м.

## Становништво
| 1936. | 1951. | 1961. | 1971. | 1981. | 1991. | 2001. | 2011. |
| ----- | ----- | ----- | ----- | ----- | ----- | ----- | ----- |
| 155   | 146   | 150   | 165   | 145   | 123   | 109   | 93    |